# Základní umělecká škola varhanická Brno
Základní umělecká škola varhanická Brno poskytuje výuku zájemcům o hru na varhany, klavír, housle, flétnu a dále vyučuje žáky sólovému i sborovému zpěvu. Škola je příspěvkovou organizací Jihomoravského kraje. 
Škola sídlí v brněnské Chleborádově vile v parčíku na Janáčkově náměstí, s průčelím do Kounicovy ulice a se vstupem ze Smetanovy ulic. V budově se původně nacházela Varhanická škola Leoše Janáčka.

## Dějiny
Škola navazuje na tradici Varhanické školy Leoše Janáčka a školy Jednoty pro zvelebení církevní hudby na Moravě. Oficiálně vznikla v roce 1991 jako organizace založení brněnským biskupstvím.
Po převzetí zřizovatelské funkce Jihomoravským krajem změnila škola několikrát svůj název. Poslední úprava se uskutečnila během měsíce ledna roku 2017. škola absolventy připravuje na činnosti, které jsou zapotřebí při hudebním doprovodu bohoslužebných obřadů. Je jedinou školou s tímto zaměřením na území České republiky.

## Studijní zaměření
- Hra na klavír
- Hra na varhany (ve školním roce 2018/2019 se v ZUŠ učilo hrát na varhany 40 studentů)[4]
- Sólový zpěv
- Sborový zpěv
- Hra na housle
- Hra na flétnu
- Přípravná hudební výchova

## Významní absolventi
K absolventům školy se řadí:
- Ondřej Múčka – organolog a varhaník